# كاب كرويل
كاب كرويل (بالإنجليزية: Cap Crowell)‏ هو لاعب كرة قاعدة أمريكي، ولد في 5 سبتمبر 1892 في Roxbury, Boston ‏ في الولايات المتحدة، وتوفي في 30 سبتمبر 1962 في سنترال فولز في الولايات المتحدة.

## وصلات خارجية
- كاب كرويل على موقعبيزبول رفرنس.كوم (الدوري الرئيسي) (الإنجليزية)
- كاب كرويل على موقعبيزبول رفرنس.كوم (الدوري الثانوي) (الإنجليزية)